# Esko Järventaus
Esko Pertti Järventaus (till 1935 Ockenström), född 19 juli 1921 i Lundo, död 23 januari 1991 i Kyrkslätt, var en finländsk arkitekt.
Järventaus, som var son till kontorschefen Eero Esko Akilles Ockenström-Järventaus och Hulda Maria (Maija) Manni, blev student 1941 och diplomarkitekt 1953. Han bedrev privat arkitektverksamhet från 1953, var arkitekt vid Arkeologiska kommissionen 1958–1963, tillförordnad professor i arkitektur vid Uleåborgs universitet 1961–1963 och ordinarie professor 1963–1983. Han var assistent i arkitekturhistoria vid Tekniska högskolan i Helsingfors 1953–1961, lärare i stillära vid Konstindustriella yrkesskolan 1954–1956 och arkitekt i Olofsborgs restaureringskommitté 1961–1975. 
Järventaus ledde restaureringen av Kotka (1961) och Bjärnå kyrkor (1962–1963), av Uleåborgs domkyrka (1965) samt av Karlö (1966), Lojo, Letala och Lundo kyrkor. Han skrev artiklar om restaurering och bevarande av byggnadsminnesmärken.